# Adolf Noreen

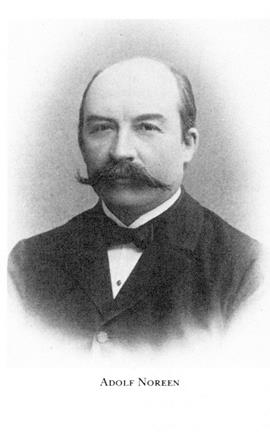
Adolf Noreen, um 1900

Adolf Gotthard Noreen (* 13. März 1854 in Östra Ämtervik, heute zur Gemeinde Sunne, Värmland; † 13. Juni 1925 in Uppsala) war ein schwedischer Sprachwissenschaftler und Professor für Schwedisch und nordgermanische Sprachen an der Universität Uppsala.

## Leben
Adolf Noreens Eltern waren Erik Adolf Noreen, Landvermesser, und Emelie Maria Elisabet geborene Poignant. Der junge Noreen besuchte ab 1864 in Karlstad die Oberstufe der Elementarschule und schrieb sich 1871 an der Universität Uppsala ein. Zusammen mit Eugène Schwartz veröffentlichte er als 22-Jähriger 1876 das ältere Västgötalagen, eine Gesetzeskodifikation in altschwedischer Sprache (von der Methodik der Edition distanzierte er sich später in seiner Altnordischen Grammatik). Die Promotion erfolgte 1877; für seine Dissertation Fryksdalsmålets ljudlära – eine Beschreibung des Lautsystems der värmländischen Mundart seiner Heimat – erhielt er den Hauptpreis der Philosophischen Fakultät.
Noch 1877 wurde Noreen in Uppsala Dozent. Den größten Teil des Jahres 1879 verbrachte er an der Universität Leipzig, dem Zentrum der damals neu aufgekommenen junggrammatischen Richtung der Sprachwissenschaft. 1887 erhielt er als ordentlicher Professor in Uppsala den 1859 eingerichteten Lehrstuhl für Schwedisch und nordgermanische Sprachen, den er bis zu seiner Emeritierung 1919 innehatte.
Noreen war ab 1886 mit Anna Emilia Rosell (1861–1942) verheiratet. Söhne des Paares waren der Architekt Ärland Noreen (1888–1970) und der Philologe Erik Noreen (1890–1946). Adolf und Anna Noreen-Rosell liegen auf dem Alten Friedhof Uppsala begraben.

## Wirken

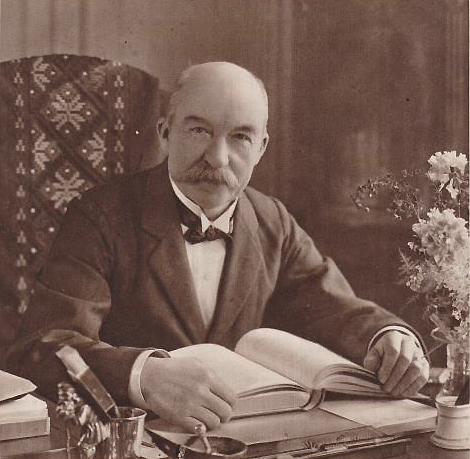

Noreen forschte und publizierte zu allen Gebieten der damaligen Skandinavistik, wobei er sich deutlich mehr für Sprachwissenschaft als für Literaturwissenschaft interessierte. Seine beiden Werke zur Mundart des Fryskdals sind die ersten, in denen ein schwedischer Dialekt mit noch heute anerkannten wissenschaftlichen Methoden dargestellt wurden. In der Folgezeit entstanden Publikationen zu den Mundarten von Dalby, Fårö und Nås. Zahlreiche Aufsätze zu sprachgeschichtlichen Themen verfasste er für die Zeitschrift Arkiv för nordisk filologi. Bis heute benutzt werden seine beiden Bände zur altisländischen und altnorwegischen beziehungsweise zur altschwedischen und altgutnischen Grammatik.
Als sein Hauptwerk betrachtete Noreen jedoch die auf neun Bände angelegte Publikation Vårt språk („Unsere Sprache“), wo er seine Sicht auf die Sprache und die Sprachwissenschaft ausbreitete; selbst vollenden konnte er fünf Bände, zwei weitere befanden sich am Ende seines Lebens im Druck. Sein wissenschaftlicher Zugang zum Neuschwedischen war in ihrer Loslösung vom Vorbild der lateinischen und griechischen Grammatik für die damalige Zeit radikal neu. Rege Diskussionen rief auch sein origineller Zugang zur Bedeutungslehre hervor.
Als Mitglied des Kungliga Ortnamnskommittéen („Königliches Ortsnamenkommittee“) setzte er sich ab 1902 auch für die Ortsnamenforschung ein. Zusammen mit A. Erdmann gründete er in Uppsala die Språkvetenskapliga sällskapet („Sprachwissenschaftliche Gesellschaft“). Überdies gehörte er zu den treibenden Kräften der schwedischen Orthographiereform von 1906.
Als akademischer Lehrer konnte Noreen die Studierenden mit seinem Enthusiasmus, seinem Intellekt, seinem offenen Wesen und seinem Humor fesseln; jede Eitelkeit ging ihm ab. B. Bergman charakterisierte seinen Lehrer wie folgt:

„Hier stand kein überarbeiteter pedantischer Lehrer, der pflichtbewusst seinen Lehrplan über Wortwurzeln und Satzarten durchhackte, und es war auch kein Prophet, den große Gelehrsamkeit wütend gemacht hatte. Hier stand ein Mensch unter Menschen, ein Student unter Studenten, ein Pionier der Wissenschaft, kein Opfer der Wissenschaft.“

Noreen wandte sich nicht nur an Akademiker, sondern verfasste auch zahlreiche Texte für das breite Publikum. Gut besucht waren seine volkstümlichen Vorlesungen.
Zusammen mit Johan Lundell gründete er das Uppsala enskilda läroverk, die heutige Lundellska skolan, ein kommunales Gymnasium in Uppsala.

## Ehrungen
Noreen wurde 1902 Mitglied der Königlichen Akademie für Gelehrsamkeit, Geschichte und Altertümer, 1903 der Königlich Dänischen Akademie der Wissenschaften, 1917 der Königlich Schwedischen Akademie der Wissenschaften und 1919 der Schwedischen Akademie (Stuhl 12). Überdies verlieh ihm die Universität Oslo die Ehrendoktorwürde.
Von seinen Kollegen und Schülern erhielt Noreen zwei Festschriften, eine zu seinem 50. und eine zu seinem 60. Geburtstag.
1985 wurde von der Universität Uppsala die Adolf Noreen-sällskapet („Adolf-Noreen-Gesellschaft“) ins Leben gerufen, die heute die 1901 gegründete Zeitschrift Språk och stil. Tidskrift för nysvensk språkforskning herausgibt.

## Publikationen (Auswahl)
- Fryksdalsmålets ljudlära. Akademiska bokhandeln, Uppsala 1877.
- Ordbok öfver Fryksdalsmålet samt en ordlista från Värmlands Älfdal. Edquists boktryckeri, Uppsala 1878.
- Altnordische Grammatik. Band I: Altisländische und altnorwegische Grammatik (Laut- und Flexionslehre) unter Berücksichtigung des Urnordischen. 1. Auflage Niemeyer, Halle (Saale) 1884; 2., vollständig umgearbeitete Auflage ebd. 1892 (5. Auflage Niemeyer, Tübingen 1970).
- (zusammen mit E. Meyer:) Valda stycken af svenska författare, 1526–1732. Med anmärkningar och ordlista. Almqvist & Wiksell, Uppsala 1893.
- Abriss der altnordischen (altisländischen) Grammatik. Niemeyer, Halle (Saale) 1896; 3. Auflage ebd. 1913.
- Altnordische Grammatik. Band II: Altschwedische Grammatik mit Einschluss des Altgutnischen. Niemeyer. Halle (Saale) 1904.
- Grunddragen av den fornsvenska grammatiken till den akademiska undervisningens tjänst. Ljus, Stockholm 1910; 2., revidierte Auflage Norstedt, Stockholm 1918.
- Geschichte der nordischen Sprachen besonders in altnordischer Zeit. 3., vollständig umgearbeitete Auflage. Trübner, Straßburg 1913.
- Altschwedisches Lesebuch, mit Anmerkungen und Glossar. 3., umgearbeitete Auflage. Ljus, Stockholm 1921.
- Vårt språk. Nysvensk grammatik i utförlig framställning (unvollendet). Gleerup, Lund 1903–1924.
  - dt. (ausgewählte Teile): Die wissenschaftliche Betrachtung der Sprache. Halle (Saale) 1923 (Nachdruck 1975).

Eine ausführliche Publikationsliste enthält der Artikel über Adolf Noreen im Svenskt biografiskt lexikon.